# Hyalurga irregularis
Hyalurga irregularis là một loài bướm đêm thuộc phân họ Arctiinae, họ Erebidae.